# Список Магнітського
Список Магнітського (також відомий як Список Кардіна) — перелік осіб, які, на думку його укладачів, є відповідальними за утримання під вартою, жорстоке поводження та смерть аудитора Сергія Магнітського, інші грубі порушення прав людини в Російській Федерації та серію великих розкрадань грошей із російського бюджету під виглядом повернення податків, розкриту групою юристів та аудиторів включно з Магнітським.
Список називають також за іменем сенатора США Бенджаміна Кардіна, який разом із членом Палати представників США Джеймсом Макговерном 26 квітня 2010 року звернувся до Державного секретаря США Гілларі Клінтон із проханням ввести ряд персональних санкцій проти даних осіб із додатком списку імен.
Початково до списку включили 60 прізвищ чиновників із МВС, ФСБ, Арбітражного суду, Генеральної прокуратури, Федеральної служби виконання покарань, а також короткий опис ролі кожної з указаних осіб у справі Hermitage Capital та переслідуванні Сергія Магнітського. Надалі, після того, як на основі ініціатив Кардіна та інших осіб у різних країнах приймалися різні нормативні акти, кількість людей у них іноді відрізнялася від початкового списку.

## Передісторія
У 2007 році з Державного бюджету Росії було викрадено 5,4 мільярда рублів, що вважається найбільшим в історії одноразовим розкраданням коштів із російського бюджету. Першими цей злочин виявили співробітники фірми «Firestone Duncan», яка обслуговувала юридичні інтереси інвестиційного фонду «Hermitage Capital Management», серед яких були Едуард Хайретдінов, Володимир Пастухов, Джемісон Фаєрстоун і Сергій Магнітський. Вони ініціювали слідство за фактом розкрадання бюджетних коштів, у рамках якого став очевидним перелік учасників злочину, який включав кілька десятків співробітників різноманітних органів виконавчої влади Росії.
24 листопада 2008 року Сергій Магнітський заарештований за звинуваченням у допомозі керівнику фонду «Hermitage Capital Management» Вільяму Браудеру в ухилянні від сплати податків. Через 11 місяців попереднього ув'язнення Магнітський помер у лікарні слідчого ізолятора в'язниці «Матроська тиша» у Москві. Ініціатором його арешту та слідчим у його справі виявились ключові учасники розкритого Магнітським та його колегами розкрадання.
У квітні 2010 року сенатор Бен Кардін попросив держсекретаря США Гілларі Клінтон закрити візовий коридор до США для 60 російських чиновників, причетних до цього розкрадання та до смерті Магнітського. У травні цього ж року сім'я покійного юриста отримала офіційне співчуття від президента Барака Обами. У вересні 2010 року конгрес США проголосував за ініціативу Кардіна. Цю ініціативу підтримав у грудні 2010 року Європарламент, також проголосувавши за відповідну постанову.

## Законодавче визнання списку
16 грудня 2010 року Європейський парламент проголосував за резолюцію, яка закликає заборонити в'їзд до країн ЄС російським посадовим особам, що мають відношення до справи Сергія Магнітського. Резолюція не має законодавчої сили, проте рекомендує урядам країн ЄС вивчити можливість візових та фінансових санкцій проти осіб, які згадані в документах, пов'язаних із справою Магнітського.
В американському конгресі ініціатива Кардіна й Маковерна розглядалась під назвою англ. Sergei Magnitsky Rule of Law Accountability Act of 2012. Майбутній закон складений таким чином, щоб виконавча гілка влади США в будь-який момент мала можливість додавати та видаляти людей із «Списку…»: він «буде відкритим для поповнення, проте закритим для публіки».
У вересні 2012 року стало відомо, що Велика Британія вже ввела в дію свій «закон Магнітського». Тоді ж стало відомо, що введення в межах своїх країн санкцій, передбачених «законом Магнітського», запропонували депутати парламентів Швеції та Нідерландів. Окрім США і Великої Британії, про готовність приєднатися до санкцій проти убивць Магнітського у різний час повідомляли владні структури Канади, Польщі та Естонії.
У грудні 2012 року президентом США Барак Обама підписав закон англ. Russia and Moldova Jackson-Vanik Repeal and Sergei Magnitsky Rule of Law Accountability Act of 2012, який став відомим під назвою «Закон Магнітського», який створює механізм, що дозволяє держсекретарю США без узгодженняя с Конгресом включати будь-яких закордонних корупціонерів та злочинців до санкційного списку. Перші 18 осіб офіційно включені до американського списку 12 квітня 2013 року.
У грудні 2023 року стало відомо, що Вірменію та Азербайджан було виключено зі списку, де вони раніше були. Про це стало відомо з заяви глави європейської дипломатії Жозепа Борреля, що опублікував оновлений список.

## Список
Нижче представлений перелік осіб у початковому списку Кардіна. Він опублікований у квітні 2010 року на сайті Американської комісії з безпеки та співробітництва в Європі, головою якої в той час був Бен Кардін.
| №  | Ім'я                   | Посада | Відомство                                    |
| -- | ---------------------- | --- | -------------------------------------------- |
| 1  | Олексій Анічин         | Колишній заступник глави МВД РФ — начальник СК МВД                                                           | СК МВД                                       |
| 2  | Олег Логунов           | Начальник правового управління Генеральної прокуратури, раніше заступник начальника СК МВД                   | Генпрокуратура                               |
| 3  | Олег Сільченко         | Керівник слідчої групи                                                                                       | СК МВД                                       |
| 4  | Олександр Матвєєв      | Заступник начальника СК МВД                                                                                  | СК МВД                                       |
| 5  | Геннадій Карлов        | Начальник відділу                                                                                            | СК МВД                                       |
| 6  | Наталія Виноградова    | Заступник начальника відділу                                                                                 | СК МВД                                       |
| 7  | Олександр Рябинін      | Слідчий | СК МВД                                       |
| 8  | Сергій Олейник         | Слідчий | СК МВД                                       |
| 9  | А. О. Малигіна         | Слідчий | СК МВД                                       |
| 10 | М. О. Сапунова         | Слідчий | СК МВД                                       |
| 11 | О. В. Михайлов         | Слідчий | СК МВД                                       |
| 12 | Р. О. Грицай           | Слідчий | СК МВД                                       |
| 13 | І. А. Варганов         | Слідчий | СК МВД                                       |
| 14 | Неллі Дмитрієва        | Слідчий | Головне управління МВС Росії по місту Москві |
| 15 | Артем Кузнецов         | Співробітник Управління по боротьбі з податковими злочинами (заступник начальника 6 відділу), надалі ДЕБ МВС | ГУВС Москви                                  |
| 16 | Олексій Дроганов       | Співробітник Управління по боротьбі з податковими злочинами (підлеглий Кузнецова)                            | ГУВС Москви                                  |
| 17 | Дмитро Толчинський     | Співробітник Управління по боротьбі з податковими злочинами (співробітник 6-го відділу)                      | ГУВС Москви                                  |
| 18 | О. Кречетов            | Співробітник Управління по боротьбі з податковими злочинами (співробітник 6-го відділу)                      | ГУВС Москви                                  |
| 19 | Олександр Клевцов      | Співробітник Управління по боротьбі з податковими злочинами (Начальник 6-го відділу)                         | ГУВС Москви                                  |
| 20 | Анатолій Михайлін      | Начальник Управління з податковою злочинністю (звільнений)                                                   | ГУВС Москви                                  |
| 21 | Павло Карпов           | Слідчий Головного слідчого управління                                                                        | ГУВС Москви                                  |
| 22 | Іван Глухов            | Начальник Головного слідчого управління ГУВС по Москві (звільнений)                                          | ГУВД Москвы                                  |
| 23 | Микола Будило          | Слідчий | СК МВД                                       |
| 24 | Олег Уржумцев          | Слідчий | Слідче управління СКП по Татарстану          |
| 25 | Олександр Кувалдін     | Співробітник Управління «К» Служби економічної безпеки                                                       | ФСБ РФ                                       |
| 26 | Віктор Воронін         | Начальник Управління «К» Служби економічної безпеки                                                          | ФСБ РФ                                       |
| 27 | Станіслав Гордєєвський | Прокурор | Прокуратура Москви                           |
| 28 | Наталія Якимович       | Прокурор, заступник начальника відділу по ПАО Москви                                                         | Прокуратура Москви                           |
| 29 | Сергій Лазуткін        | Прокурор, начальник відділу по ПАО Москвы                                                                    | Прокуратура Москви                           |
| 30 | Аркадій Мажаєв         | Начальник управління процесуального контролю у сфері протидії корупції                                       | СКП РФ                                       |
| 31 | Олександр Буров        | Прокурор | Генпрокуратура                               |
| 32 | Андрій Печегін         | Начальник відділу                                                                                            | Генпрокуратура                               |
| 33 | Віктор Гринь           | Заступник Генерального прокурора                                                                             | Генпрокуратура                               |
| 34 | Олена Хіміна           | Начальник Податкової інспекції 25                                                                            | ФПС Москви                                   |
| 35 | Сергій Жемчужников     | Заступник начальника податкової інспекції 25                                                                 | ФПС Москви                                   |
| 36 | Раїса Бурмістрова      | Начальник відділу податкових заборгованостей (інспекція 25)                                                  | ФПС Москви                                   |
| 37 | Олександра Кузнецова   | Начальник відділу (інспекція 25)                                                                             | ФПС Москви                                   |
| 38 | Юлія Колтунова         | Начальник відділу податкових перевірок (інспекція 25)                                                        | ФПС Москви                                   |
| 39 | Ольга Степанова        | Начальник Податкової інспекції (інспекція 28)                                                                | ФПС Москви                                   |
| 40 | Ольга Цумай            | Начальник відділу податкових перевірок (інспекція 28)                                                        | ФПС Москви                                   |
| 41 | Світлана Дубровська    | Начальник відділу податкових перевірок (інспекція 28)                                                        | ФПС Москви                                   |
| 42 | Ольга Давидова         | Начальник відділу податкових заборгованостей (інспекція 28)                                                  | ФПС Москви                                   |
| 43 | Катерина Фролова       | Начальник відділу (інспекція 28)                                                                             | ФПС Москви                                   |
| 44 | Олеся Шаргородська     | Співробітник інспекції 28                                                                                    | ФПС Москви                                   |
| 45 | Максим Третьяков       | Начальник правового управління інспекції 28                                                                  | ФПС Москви                                   |
| 46 | Іван Прокопенко        | Начальник СІЗО                                                                                               | СІЗО «Матроська тиша»                        |
| 47 | Дмитро Комнов          | Начальник СІЗО (надалі начальник СІЗО № 3 УФСВП Москви)                                                      | Бутирське СІЗО                               |
| 48 | Дмитро Кратов          | Заступник начальника СІЗО «Бутирка» з лікувально-профілактичної роботи                                       | Бутирське СІЗО                               |
| 49 | Лариса Литвинова       | Начальник медичного відділу СІЗО «Бутирка»                                                                   | Бутирське СІЗО                               |
| 50 | Сергій Подопригоров    | Суддя | Тверський районний суд Москви                |
| 51 | Олексій Криворучко     | Суддя | Тверський районний суд Москви                |
| 52 | Світлана Ухнальова     | Суддя | Тверський районний суд Москви                |
| 53 | Олена Сташина          | Суддя | Тверський районний суд Москви                |
| 54 | Галина Філіппова       | Суддя | Тверський районный суд Москви                |
| 55 | Тетяна Корнєєва        | Суддя | Симоновський районний суд Москви             |
| 56 | Руфіна Газізова        | Суддя | Вахітовський районний суд Казані             |
| 57 | Андрій Юшков           | Суддя | Арбітражний суд Татарстану                   |
| 58 | Олена Кім              | Суддя | Арбітражний суд Москви                       |
| 59 | Ільдар Салімзянов      | Суддя | Арбітражний суд Татарстану                   |
| 60 | Маргарита Зінурова     | З 18.09.2007 р. — заступник голови Арбітражного суду                                                         | Арбітражний суд Московської області          |

Список містить як імена російських чиновників, так і короткий опис ролі кожного з них у справі Магнітського. Переклад списку російською мовою опублікував Олексій Сочнєв.

## Подальше поповнення списку
У резолюції Європарламенту від 16 грудня 2010 року список Кардіна доповнений ще одним персонажем — суддею Артуром Карповим.
12 квітня 2013 року США до свого списку додали двох осіб, не пов'язаних із справою Магнітського:
- Леча Богатирьов, підозрюваний в убивстві Умара Ісраїлова (колишнього тілоохоронця Рамзана Кадирова).
- Казбек Дукузов, підозрюваний в убивстві в Москві головного редактора російського видання «Forbes» Пола Хлєбникова.

У квітні 2014 года Європарламент прийняв чергову резолюцію — заборону на в'їзд до країн ЄС та заморожування європейських активів (якщо такі виявляться) 32 осіб, які, на думку європейський депутатів, несуть безпосередню відповідальність за смерть Сергія Магнітського
У січні 2017 року до списку внесені:
- Олександр Бастрикін;
- Станіслав Гордієвський;
- Дмитро Ковтун;
- Андрій Луговий;
- Геннадій Плаксін.[14]

20 грудня 2017 року до списку додали Рамзана Кадирова, а також начальника аргунського РВВС Аюба Катаєв, якого назвали причетним до переслідувань та тортур геїв у Чечні в 2017 році. Також у списку виявились якісь Юлія Майорова, Андрій Павлов, Олексій Шешеня.
21 грудня до списку внесено сина Генпрокурора Росії Артема Чайку із формулюванням «за використання положення свого батька, щоб несправедливо вигравати держконтракти, отримувати держактиви та задля впливу на бізнес-конкурентів».